# Ada (vírus de computador)
Ada é um vírus de computador que pode afetar qualquer sistema operativo DOS.

## História
O vírus foi descoberto na Argentina em outubro de 1991.

## Características
Ada é um vírus residente em memória. Visa principalmente ficheiros.COM, especialmente o COMMAND.COM.
Programas infetados terão 2600 bytes adicionais de dados no início do ficheiro, contendo as cadeias de carateres seguintes:
- COMMAND.COM
- PCCILLIN.COM
- PCCILLIN.IMG
- HATI-HATI !! ADA VIRUS DISINI !!Delete

Os computadores infetados visualizarão um erro de "Disk Full" (disco cheio) mesmo que o disco tenha espaço. Os interruptores 08, 13 e 21 são tomados pelo vírus.

## Proliferação
O único meio de infeção é através da execução de um ficheiro infetado. O ficheiro infetado poderá vir de diversas fontes: disquetes, downloads da Internet, redes infetadas.